# Tamazight de Tidikelt
Pour les articles homonymes, voir Tamazight (homonymie).
Le tidikelt (également appelé tamazight de Tidikelt ou berbère de Tidikelt) est une langue berbère zénète parlé au sud-ouest de l'Algérie.
Selon certaines classifications, il appartient au groupe des dialectes des oasis sahariens septentrionaux.

Le tidikelt est parlé dans le nord-ouest de la wilaya de Tamanrasset, y compris dans le daïra d'In Salah.
Le tidikelt est considéré comme une langue en voie de disparition, presque éteinte, avec seulement 1000 locuteurs, en baisse.

## Classification
Cette langue fait partie de la branche berbère de la famille des langues chamito-sémitiques.

## Histoire
L'Afrique du Nord était, à un moment de l'histoire, principalement habitée par des Berbères. Le nom berbère vient du latin barbari « barbares ».
Lors de l'invasion musulmane, les Arabes ont répandu la langue arabe, ce qui a finalement conduit à une diminution de l'utilisation du tamazight de Tidikelt.

## Distribution géographique
Il y aurait environ 1 000 locuteurs du tamazight de Tidikelt ; la plupart d'entre eux se trouvent dans le nord-ouest de la wilaya de Tamanrasset (Algérie). On trouverait également des locuteurs du tidikelt au Sahara occidental, au Maroc et en Tunisie[réf. nécessaire].
Le tamazight de Tidikelt est en voie de disparition, presque éteint[réf. nécessaire].